# Eremo delle Carceri (Assisi)
Eremo delle Carceri er i dag et lille kloster placeret på siden af bjerget Monte Subasio højt over Assisi. Men engang var skoven på bjerget et sted, hvor eremitter og andre, der søgte Gud, gik op til ensomheden og stilheden.
Her søgte også Frans af Assisi og hans første brødre op for at bede i skoven. Og de boede under deres ophold i huler, som stadig findes i området.
Senere – i 15. årh. – blev der bygget et lille kloster af Sankt Bernardino da Siena. I klosterbygningerne indgår det oprindelige skovkapel og også den hule, hvor Frans søgte tilflugt under sine meditationer på bjerget.
- Wikimedia Commons har flere filer relateret til Eremo delle Carceri (Assisi)

43°03′47″N 12°39′07″Ø / 43.06311°N 12.65191°Ø